# アルカエオカーソル
アルカエオカーソル（学名 : Archaeocursor、「古い走者」の意）は、中国の前期ジュラ紀の自流井層から発見された、絶滅した基盤的な鳥盤類の恐竜の属。本属には、単一の大腿骨から知られるアルカエオカーソル・アジアティクス（Archaeocursor asiaticus）一種のみが含まれる。アルカエオカーソルは、アジアで発見された最古かつ最も基盤的な鳥盤類の一つであった。

## 発見と命名

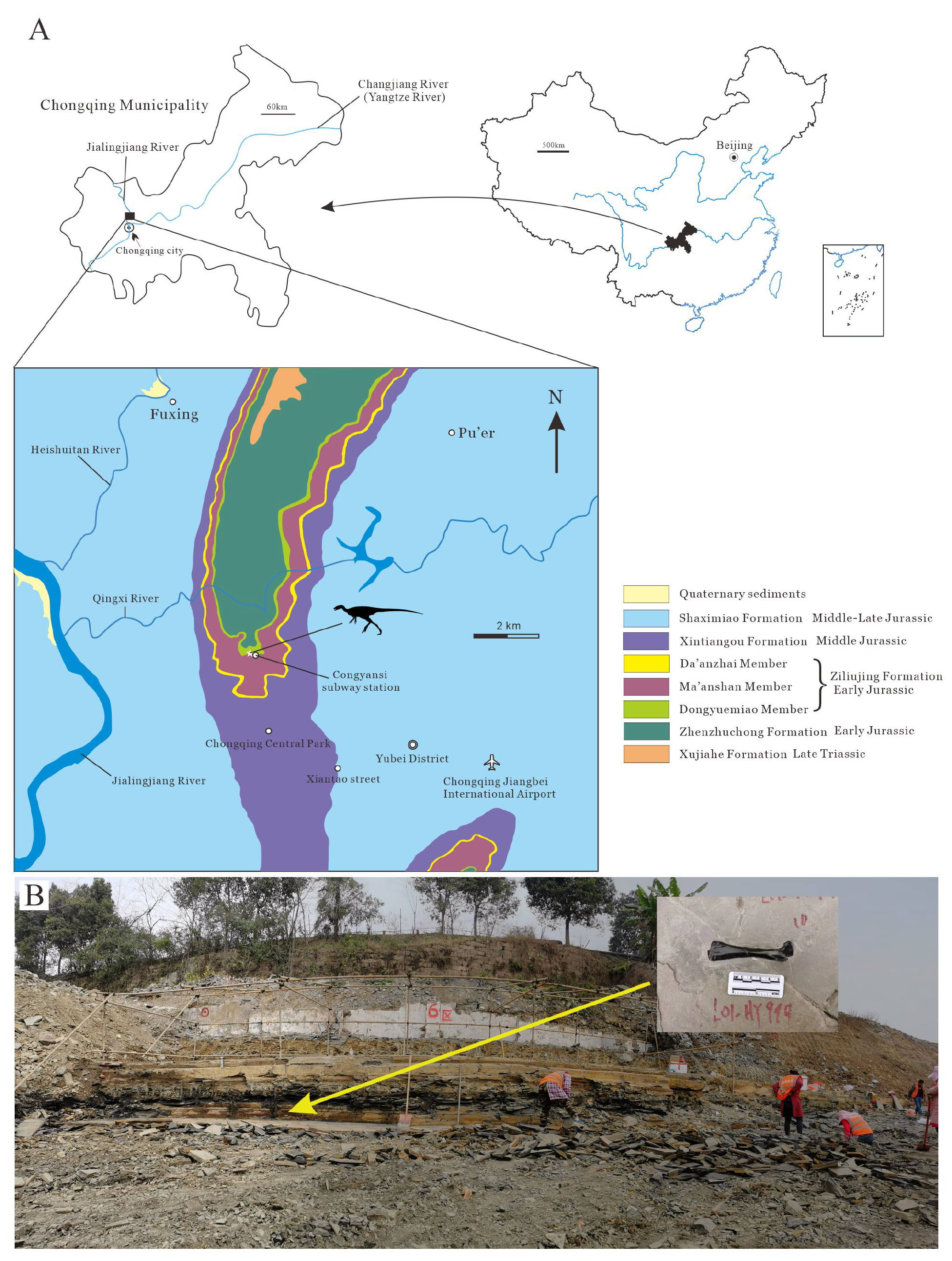
タイプ産地の地図と写真

アルカエオカーソルのホロタイプ標本 L01-HY999 は、2022年に中国重慶市渝北区にある重慶中央公園付近の自流井層の露頭で発見された。この化石は、住宅地の建設中に古生物学的資料を回収する四川省南東部地質チームが行った作業の一環であり、現在は重慶市計画天然資源局に収蔵されている。標本は、独立したほぼ完全な左大腿骨で構成されている。
この標本は、湖沼生態系を代表するタイプ産地（渝州生物群と名付けられた）の化石群集を記載した論文で初めて言及された。露頭には、保存状態の良い多様な植物、無脊椎動物、魚類、プリオサウルス科の標本も見られた。この群集は、三畳紀末の絶滅直後の動物相の変化を表している。この文脈で鳥盤類が発見されたことは注目された。おそらく、アルカエオカーソルは死後、偶然湖に流されたとされる。
2024年12月に未完成のプレプリントとして発表された後、Yao et al. (2025) はこの化石標本に基づき、アルカエオカーソル・アジアティクス（Archaeocursor asiaticus）を初期の鳥盤類の新属新種として記載した。属名の Archaeocursor は、ラテン語の「古風な」または「古い」を意味する archaeo と、「走者」を意味する cursor を組み合わせたものである。種小名の asiaticus はラテン語で「アジア産」を意味する。
アルカエオカーソルは、アジアの前期ジュラ紀から知られている数少ない鳥盤類の1つであり、装盾類のユクシサウルスもその一つである。アルカエオカーソルはアジアで発見された最古であり、最も早期に分岐した鳥盤類である。

## 説明

ヒトと比較したアルカエオカーソルの比較図

Yao et al. (2025) は組織学的手法を用いて、ホロタイプの大腿骨がまだ成熟しきっておらず、成体初期の個体のものである可能性が高いと判断した。ホロタイプ大腿骨（長さ93ミリメートル）から、研究者らは個体の全長を1メートルと推定した。

## 分類
Yao et al. (2025) は系統解析において、アルカエオカーソルがヘテロドントサウルス科との間で分岐し、エオカーソルの姉妹群であることを発見した。エオカーソルは、南アフリカの上部エリオット層に属する同年代の岩石から知られている。Yaoらは、これら 2つの属の共通祖先はゴンドワナ大陸に起源を持ち、その後ローラシア大陸、さらに東アジアへと北方に分散した可能性が高いと示唆している。しかし彼らは、アルカエオカーソルのホロタイプの断片的な性質を考えると、この仮説は暫定的なものだとしている。系統解析の結果は、以下のクラドグラムに示されている。
|  | Archaeocursor |
|  |               |
|  | Eocursor      |
|  |               |

|  | Thyreophora    |
|  |                |
|  | Neornithischia |
|  |                |

|  | Archaeocursor |
|  |               |
|  | Eocursor      |
|  |               |

|  | Thyreophora    |
|  |                |
|  | Neornithischia |
|  |                |

|  | Archaeocursor |
|  |               |
|  | Eocursor      |
|  |               |

|  | Thyreophora    |
|  |                |
|  | Neornithischia |
|  |                |

|  | Archaeocursor |
|  |               |
|  | Eocursor      |
|  |               |

|  | Thyreophora    |
|  |                |
|  | Neornithischia |
|  |                |

|  | Archaeocursor |
|  |               |
|  | Eocursor      |
|  |               |

|  | Thyreophora    |
|  |                |
|  | Neornithischia |
|  |                |

|  | Archaeocursor |
|  |               |
|  | Eocursor      |
|  |               |

|  | Thyreophora    |
|  |                |
|  | Neornithischia |
|  |                |

|  | Archaeocursor |
|  |               |
|  | Eocursor      |
|  |               |

|  | Thyreophora    |
|  |                |
|  | Neornithischia |
|  |                |

|  | Archaeocursor |
|  |               |
|  | Eocursor      |
|  |               |

|  | Thyreophora    |
|  |                |
|  | Neornithischia |
|  |                |